# 기아 슈마
기아 슈마(Kia Shuma)는 세피아 Ⅱ의 테라스 해치백 타입으로, 현대 티뷰론이 선점하는 스페셜티 카 시장 진입을 목표로 개발되었다. 차명인 슈마는 라틴어로 '최고, 최강'을 뜻한다.

## 1세대

### 슈마(1997년12월~2000년11월)

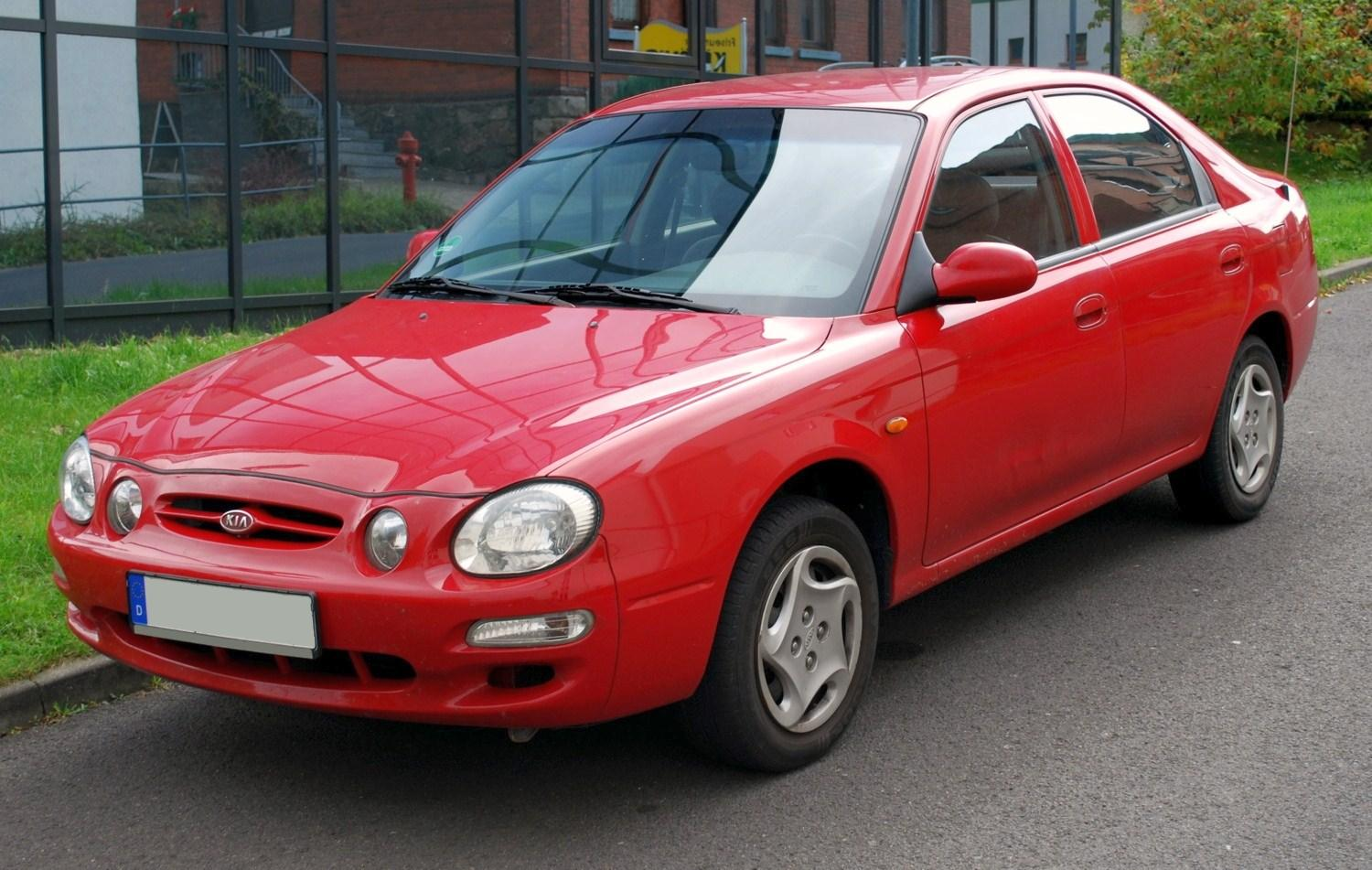
기아 슈마 정측면

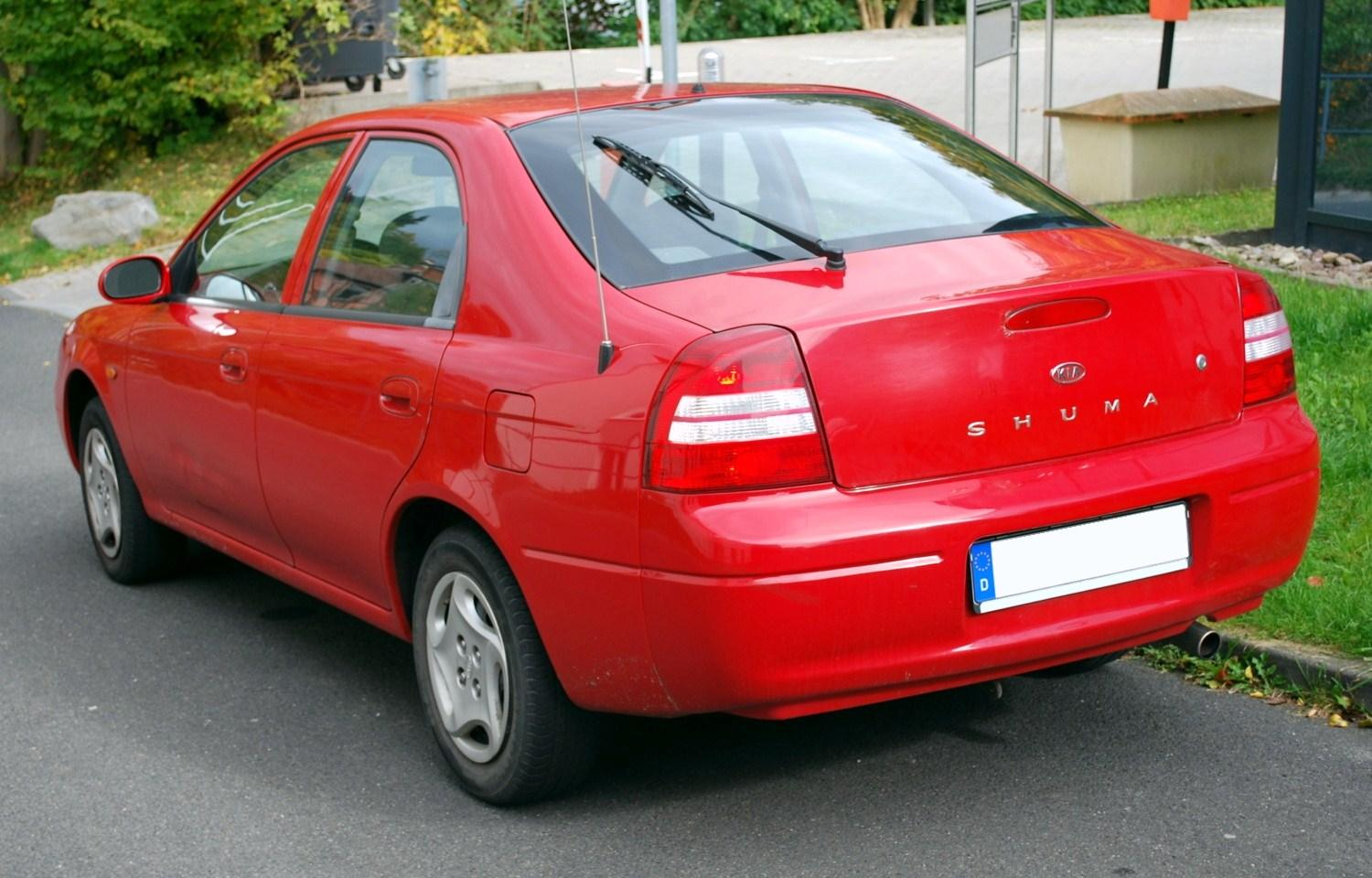
기아 슈마 후측면

1997년 11월 20일에 출시된 슈마는 트윈 헤드 램프로 인하여 토요타 셀리카(6세대)를 표절했다는 의혹을 받기도 했다. 엔진은 1.5ℓ SOHC, 1.5ℓ DOHC, 1.8ℓ DOHC 등 3가지를 얹었으며, 대한민국의 모터 스포츠계에도 발을 들여놓기도 했다. 한 차례의 연식 변경 이후 계속 판매되다, 2000년 11월 2일에 스펙트라 윙으로 페이스 리프트되었다. 하지만 중국에서는 포르테 쿱과 K3 쿱의 차명이 슈마 쿱이다.
- 전장(mm) : 4,475
- 전폭(mm) : 1,700
- 전고(mm) : 1,410
- 축거(mm) : 2,560
- 윤거(전, mm) : 1,465
- 윤거(후, mm) : 1,455
- 승차정원 : 5명
- 변속기 : 수동 5단/자동 4단

| 구분               | 1.5 SOHC   | 1.5 DOHC   | 1.8 DOHC   |
| ------------------ | ---------- | ---------- | ---------- |
| 연료               | 가솔린     | 가솔린     | 가솔린     |
| 배기량(cc)         | 1,498      | 1,498      | 1,793      |
| 최고출력(ps/rpm)   | 90/5,500   | 101/5,000  | 130/6,000  |
| 최대토크(kg*m/rpm) | 13.1/3,000 | 14.0/4,000 | 17.0/4,000 |
| 연비(km/l)         | 15.2(수동) | 15.3(수동) | 13.6(수동) |

## 역대 슬로건

### 1세대
- 스포츠 세단 (슈마)